# Ildebrando Antoniutti
Ildebrando Antoniutti (Nimis, 3 de agosto de 1898 - Bolonia, 1 de agosto de 1974) fue un cardenal, arzobispo y diplomático católico italiano, fue Nuncio apostólico en España.

## Biografía
Fue ordenado sacerdote el 5 de diciembre de 1920 entrando en el servicio diplomático de la Santa Sede. En la primavera de 1936 fue nombrado arzobispo titular de Sinnada en Frigia y delegado apostólico en Albania. 
Todavía ostentaba la Delegación Apostólica en Albania cuando fue enviado en julio de 1937 a la España sublevada. En principio, se le encargó una misión de caridad para posibilitar el retorno a la España de Franco de los niños vascos evacuados antes de la caída de Bilbao. Sin embargo, en octubre de 1937 fue nombrado encargado de negocios de la Santa Sede ante el gobierno de Franco. De esta forma, se ocupó de la construcción de las relaciones entre el bando que terminaría por ganar la guerra civil española y la Santa Sede. Al término de su misión en España, en junio de 1938, la Santa Sede nombró nuncio ante el gobierno de Franco a Gaetano Cicognani. Posteriormente fue delegado apostólico en Canadá (1938-1953) y Nuncio apostólico en España (1953-1962).

### Nuncio apostólico en España (1953-1962)
El 20 de octubre de 1953, Antoniutti fue nombrado nuncio en España. Su principal cometido fue aplicar el Concordato firmado aquel mismo año entre el Estado español y la Santa Sede. Antoniutti no sólo conoció las vicisitudes de la Iglesia y los católicos, el desarrollo de fenómenos como la Acción Católica o los distintos intentos de renovar la cultura española de la década de los cincuenta, sino que fue testigo de las tensiones internas del régimen de Franco. También medió entre la Santa Sede, la Jerarquía eclesiástica y el Gobierno español. Por ejemplo, recibió órdenes desde el Vaticano de impedir que tuviera éxito el proyecto de orientación totalitaria del Estado propuesto por el falangista José Luis de Arrese.

### Cardenal
El papa Juan XXIII lo elevó al rango de cardenal en el consistorio celebrado el 19 de marzo de 1962. En junio de 1963 estuvo presente en el cónclave que eligió papa al cardenal Giovanni Battista Montini, donde fue uno de los más votados junto con el cardenal Francesco Roberti. Poco después, el 26 de julio de 1963, el nuevo papa lo nombró  prefecto de la Congregación para los Institutos de Vida Consagrada y las Sociedades de Vida Apostólica permaneciendo en el cargo durante diez años.
Murió el 1 de agosto de 1974 en un accidente de tráfico cerca de Bolonia, a la edad de 75 años.

## Reconocimientos
- Gran Cruz de la Orden de Carlos III[4]
- Gran Cruz de la Orden de Isabel la Católica (1938)[5]
- Collar de la Orden de Isabel la Católica (1962)[6]